# Борка (Рожњава)
Борка (слч. Bôrka) насељено је мјесто са административним статусом сеоске општине (слч. obec) у округу Рожњава, у Кошичком крају, Словачка Република.

## Становништво
| Година:    | 1994. | 2004.    | 2014.    | 2024.    |
| ---------- | ----- | -------- | -------- | -------- |
| Број људи: | 352   | 461      | 543      | 652      |
| Разлика:   |       | +30,96 % | +17,78 % | +20,07 % |

| Година:    | 2023. | 2024.   |
| ---------- | ----- | ------- |
| Број људи: | 646   | 652     |
| Разлика:   |       | +0,92 % |

Према подацима о броју становника из 2011. године насеље је имало 528 становника.